# Ernie Royal
Ernest Andrew Royal (ur. 6 lutego 1921 w Los Angeles, zm. 16 marca 1983 w Nowym Jorku) – amerykański trębacz jazzowy. Znany jako muzyk big bandowy i sesyjny. Był młodszym bratem Marshalla Royala, klarnecisty i saksofonisty.

## Życiorys
Karierę muzyczną Ernest Royal zaczął w 1937 roku w zespole Lesa Hite’a. W 1939 roku grał już u boku Cee Pee Johnsona. W latach 1940–1942 razem z bratem grał w big bandzie Lionela Hamptona. Po pobycie w wojsku (lata 1942–45) pracował z Vernon Alley i Philem Moore’em. Dużą część roku 1946 spędził grając w big bandzie Counta Basiego, a w latach 1947–1949 był członkiem Woody Herman's Second Herd.
Później współpracował z takimi muzykami jak Duke Ellington, Wardell Gray czy Stan Kenton. Podczas europejskiego tourneé z orkiestrą Duke’a Ellingtona w 1950 roku zauważył go Jacques Hélian. Za jego namową Ernie Royal pozostał w Paryżu i do 1952 roku grał w pierwszym europejskim big bandzie pod kierownictwem Héliana. W 1953 roku przeniósł się do Nowego Jorku. Cztery lata później został członkiem zespołu muzycznego pracującego dla American Broadcasting Company, w którym grał przez następne 15 lat. Zdobył wtedy renomę bardzo dobrego muzyka sekcyjnego. Współpracował także z Gilem Evansem, Milesem Davisem, Clarkiem Terrym i Wesem Montgomerym.
Ernie Royal, prócz tego, że był przede wszystkim muzykiem sesyjnym, dokonał także nagrań jako lider. Jego reprezentatywnym albumem jest Accent on Trumpet, na którym zawarte są utwory nagrane dla wytwórni Urania w 1955, a także kilka utworów z Paryża z 1950 roku.

## Nagrania
Wybrane albumy, na których obecny jest Ernie Royal:
- Charles Mingus – The Complete Town Hall Concert
- Clark Terry & Chico O'Farrill – Spanish Rice
- Gil Evans – Live At The Royal Festival Hall London 1978 Gil Evans
- Gil Evans – New Bottle Old Wine
- Gil Evans – Priestess
- Gil Evans – Synthetic Evans / Gil Evans: Live '76
- Gil Evans – The Individualism Of Gil Evans
- Gil Evans – The Rest Of Gil Evans Live At The Royal Festival Hall London 1978
- Gil Evans – There Comes A Time
- Gil Evans Orchestra – Blues In Orbit
- J.J. Johnson – J.J.!
- Miles Davis – Sketches of Spain
- Miles Davis – Miles Ahead
- Oscar Pettiford – Another One
- Quincy Jones – This Is How I Feel About Jazz
- Shirley Scott – Shirley Scott & The Soul Saxes
- Slide Hampton – Sister Salvation
- Stan Getz – Reflections
- Sting & Gil Evans – Strange Fruit
- The Gil Evans Orchestra – Plays The Music Of Jimi Hendrix
- The Oscar Pettiford Orchestra – Deep Passion
- Wes Montgomery – Goin’ Out Of My Head
- Wes Montgomery – Movin’ Wes
- Woody Herman – Ready, Get Set, Jump